# فیسایو آدارابویو
فیسایو آدارابویو (انگلیسی: Fisayo Adarabioyo؛ زادهٔ ۱ فوریهٔ ۱۹۹۵) یک بازیکن فوتبال حرفه‌ای انگلیسی است که در پست فوروارد بازی می‌کند. شروع فوتبال حرفه‌ای برای وی با باشگاه فوتبال منچستر سیتی بود. 
از باشگاه‌هایی که در آن بازی کرده‌است می‌توان به باشگاه فوتبال کریستال پالاس، باشگاه فوتبال فایلد، و باشگاه فوتبال مکلسفیلد تاون اشاره کرد.